# Phare de St Ann's Head
Pour les articles homonymes, voir Fastnet.
Le phare de St. Ann's Head se situe sur la pointe de la péninsule de St Ann's Head, près de la ville de Daledans le comté de Pembrokeshire, au Pays de Galles. Il marque l'entrée de l'estuaire de Milford Haven vers le port en eau profonde de Milford Haven.
Ce phare est géré par le Trinity House Lighthouse Service à Londres, l'organisation de l'aide maritime des côtes du Pays de Galles.

## Histoire
Le phare est destiné à guider les navires à travers un certain nombre de bancs rocheux dangereux à l'approche du port comme le Crow's Rock. Le phare actuel a été achevé en 1844 et commandé par John Knott, gardien de phare de Trinity House. Le premier phare sur ce site a été construit en 1714.
La tour opérationnelle actuelle, avec lanterne et galerie, mesure 13 mètres de haut et est peinte en blanc. Elle émet un flash blanc ou rouge, selon direction, toutes les 5 secondes. Une construction, des années 1970, attenante au phare a été autrefois utilisée pour le contrôle des phares voisins, mais est maintenant utilisée aux opérations par hélicoptère. Une corne de brume est installée à plus de 100 m de la station et émet deux blasts par minute. Les maisons des gardiens ne sont plus utilisées.
Le phare est visible depuis le Phare de Skokholm sur la petite île de Skokholm à 8 kilomètres à l'ouest.

### Lien connexe
- Liste des phares du Pays de Galles